# Gigolo (film)
 For alternative betydninger, se Gigolo. (Se også artikler, som begynder med Gigolo)
Gigolo er en dansk kortfilm fra 1993, der er instrueret af Carsten Rudolf efter eget manuskript.

## Handling
Viktor er rodløs og rastløs, bruger tiden på at tjene lette penge. På byens konditorier møder Viktor de ældre forsømte kvinder, der er villige til at betale for en nat med ham. Viktors eneste ven, Claus, slår hånden af ham i væmmelse da han finder ud af hvor Viktors penge kommer fra. Mødet med enken Esther får Viktor til at stoppe op en kort stund, men forholdets dramatiske afslutning får det lette liv til at bryde sammen.

## Medvirkende
- Tomas Villum Jensen
- Karen Margrethe Bjerre
- Christian Grønvall
- Peter Hesse Overgaard
- Benedikte Hansen
- Pernille Højmark
- Helle Ryslinge
- Else Petersen
- Rikke Weissfeld
- Marianne Flor